# Friedrich von Schele
Friedrich Rabod Freiherr von Schele (15 tháng 9 năm 1847 tại Berlin – 20 tháng 7 năm 1904 cũng tại Berlin) là ột sĩ quan quân đội Phổ, đã được thăng đến cấp Trung tướng. Ông từng tham chiến trong các cuộc Chiến tranh Áo-Phổ (1866), Chiến tranh Pháp-Đức (1870 – 1871), và là Toàn quyền Đông Phi thuộc Đức kể từ năm 1893 cho đến năm 1895. Ông còn là một sủng thần của Hoàng đế Wilhelm II của Đức.

## Tiểu sử
Friedrich von Schele sinh vào tháng 9 năm 1847, là con trai của Kiểm lâm Hoàng gia (Hofjägermeisters) và Trưởng nhóm Thị thần (Hofkanmmer) Phổ Werner von Schele (1814 – 1869) với người vợ của ông này là bàn Gemahlin Marie, nhũ danh Eichhorn (1822 – 1861).
Sau khi học tập trong quân đoàn Thiếu sinh quân Phổ, Schele gia nhập Trung đoàn Long kỵ binh số 6 Magdeburg vào ngày 18 tháng 4 năm 1865 với quân hàm Thiếu úy. Năm sau (1866), trong cuộc Chiến tranh Bảy tuần ới Áo, ông được cắt cử vào Bộ Tham mưu của Lữ đoàn Kỵ binh tổng hợp dưới quyền Thiếu tướng Moritz von Flies thuộc Tập đoàn quân Main với chức vụ sĩ quan quân nhu. Sau đó, vào ngày 2 tháng 11 năm 1867, ông được đổi vào Trung đoàn Thương kỵ binh Cận vệ số 3 ở Potsdam. Vào ngày 3 tháng 7 năm 1870, Schele trở thành sĩ quan tham mưu phó của Lữ đoàn Kỵ binh Cận vệ số 2, và cùng đơn vị này ông đã tham chiến trong cuộc Chiến tranh Pháp-Đức (1870 – 1871). Cũng trong lữ đoàn này, ông được cử làm sĩ quan quân nhu cá nhân của Vương thân Albrecht của Phổ trong các trận đánh kể từ ngày 30 tháng 8 năm 1870 cho đến ngày 15 tháng 2 năm 1871. Sau khi ông được thăng cấp hàm Trưởng quan kỵ binh vào năm 1877, ông được đổi làm chỉ huy một đội kỵ binh trong Trung đoàn Long kỵ binh số 16 Hannover số 2 vào năm 1877. 7 năm sau (1884), ông lên quân hàm Thiếu tá, rồi được chuyển vào Trung đoàn Long kỵ binh số 3 "Hoàng đế Alexander II của Nga" (số 1 Brandenburg) và vào năm 1891, ông được lãnh nhiệm chức Trưởng khoa Kỵ binh của Bộ Chiến tranh.

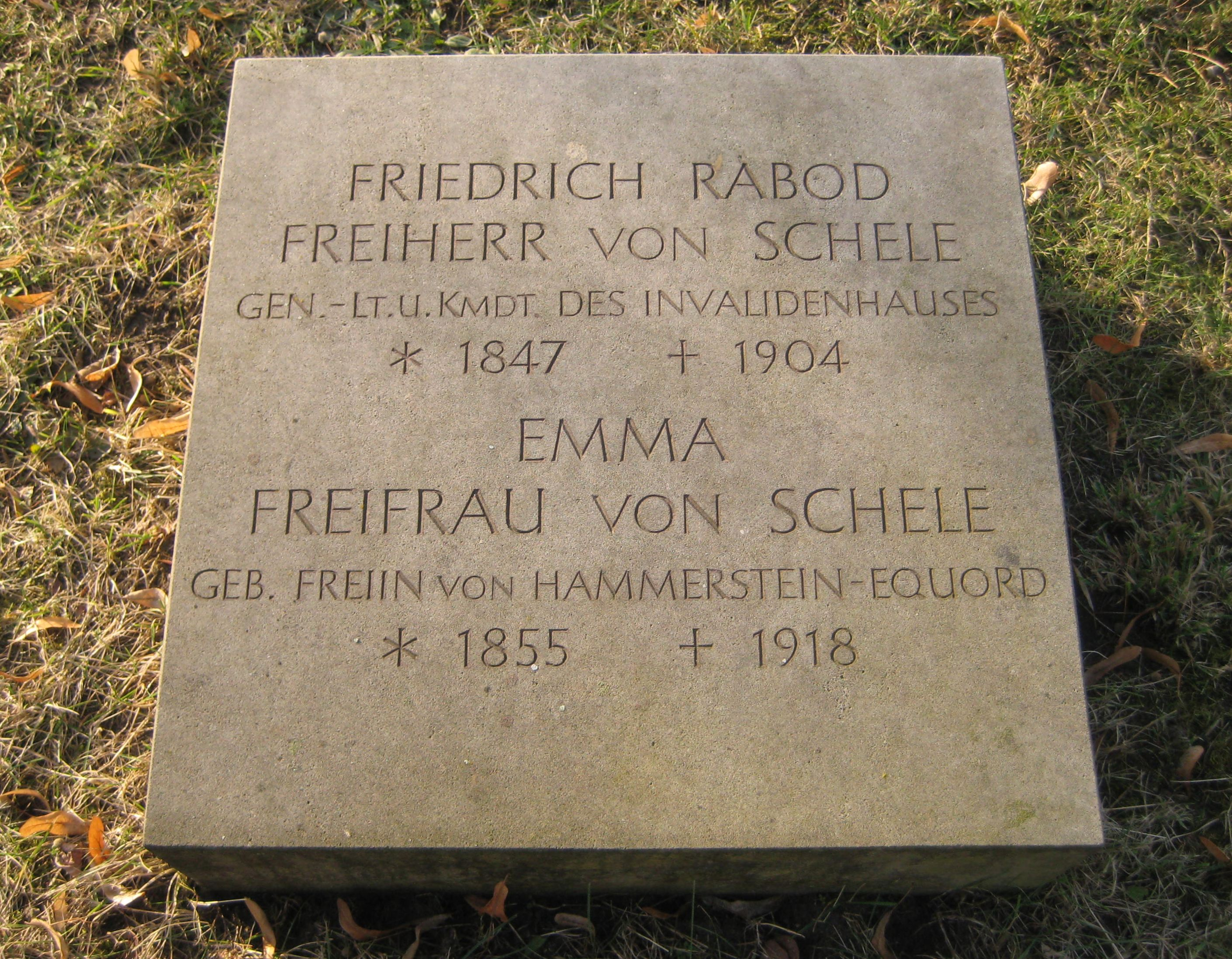
Mộ phần của ông ở nghĩa trang Invalidenfriedhof, Berlin

Vào năm 1892, Schele được đi làm phái viên của Toàn quyền Đông Phi, và sau khi ông được phong cấp hàm Đại tá vào năm 1893, ông được phong làm Toàn quyền Đông Phi đồng thời được giao chỉ huy Lực lượng Bảo hộ (Schutztruppe) của Đức. "Một người đàn ông đẹp trai có tài năng thường được mô tả là xoàng xĩnh", nhưng ông đã tiến hành một số chiến dịch quân sự để thảo phạt các dân tộc thiểu số bản địa, bao gồm người Massai dưới quyền tù trưởng Meli ở núi Kilimanjaro và người Hehe dưới sự cai trị của tù trưởng Mkwawa. Cuộc thảo phạt người Massai của Đại tá Schele đã khởi đầu vào tháng 8 năm 1893, và sau khi đẩy lui các cuộc tấn công lẻ tẻ, ông đã đánh bại hoàn toàn người Massai. Đến tháng 12 năm đó, ông thúc quân tấn công Umbunga, đánh bại quân bản xứ và treo cổ một thủ lĩnh quan trọng của họ. Sau đó, vào ngày 26 tháng 10 năm 1894, với 609 lính dã chiến askari và 3 khẩu súng máy, ông tiến đánh cao nguyên Iringa, và không còn cơ hội để mai phục, người Hehe buộc phải chạy vào pháo đài Kalenga ở Iringa. Đến ngày 30 tháng 10 năm 1894, Schele đè bẹp cuộc kháng cự của người Hehe trong pháo đài Kalenga, tiêu diệt 250 chiến binh Hehe. Sau khi tới một khoảng cách an toàn, Mkwawa ngồi khóc. Từ một ngọn đồi gần đó, Mkwawa theo dõi quân Đức cho đến khi họ rút lui vào ngày 3 tháng 11. Trên đường rút, quân Đức đã đập tan một cuộc mai phục do Mkwawa thực hiện. Do chiến thắng của ông trước người Hehe, dân tộc được xem là kẻ thù nguy hiểm nhất của sự thống trị của thực dân Đức tại Đông Phi vào thập niên 1890, Schele được tặng thưởng Huân chương Quân công cao quý nhất của Phổ vào ngày 20 tháng 11 năm 1894. Tuy nhiên, thắng lợi này cũng chấm dứt thời kỳ cầm quyền của ông tại Đông Phi. Những người chủ hòa trong Quốc hội Đức đả kích chính sách của ông và theo chỉ dụ vào ngày 12 tháng 12 năm 1894, chính phủ đặt hoàn toàn bộ máy hành chính thuộc địa dưới sự điều khiển của Ban Thuộc địa thuộc Bộ Ngoại giao ở Berlin. Từng là một sĩ quan trong một trung đoàn thương kỵ binh tinh nhuệ, ông không chấp nhận bị đặt dưới quyền các viên chức của Bộ Ngoại giao thay vì quân vương. Ông đe dọa từ chức nếu không được trực thuộc dưới quyền Wilhelm II. Vị hoàng đế ngạc nhiên đã chấp nhận đơn từ chức của Schele vào năm 1895.
Sau đó, ông trở lại phục vụ quân đội Đức, vào ngày 14 tháng 4 ông được ủy nhiệm chức sĩ quan hầu cận của Đức hoàng Wilhelm II và không lâu sau đó ông được bổ nhiệm làm Lữ đoàn trưởng ngày 13 tháng 5 năm 1895. Trong khi vẫn giữ chức vụ sĩ quan hầu cận của Hoàng đế, ông được nhậm chức Lữ đoàn trưởng Lữ đoàn Kỵ binh số 2 vào ngày 1 tháng 6 năm 1896. Một tháng sau, Schele rời cương vị sĩ quan hầu cận và vào ngày 22 tháng 3 năm 1897, ông được thăng cấp hàm Thiếu tướng. Tiếp theo đó, vào ngày 10 tháng 6 năm 1899, ông được giao trông coi Cục Thanh tra Kỵ binh số 3 ở Münster (Westfalen). Cùng ngày, Schele được ban tặng Ngôi sao đính kèm Huân chương Vương miện hạng II kèm theo Thanh kiếm. Vào ngày 22 tháng 5 năm 1900, ông được thăng hàm Trung tướng, đồng thời được phong chức Cục trưởng (Inspekteur). Sau một năm điều hành Cục Thanh tra Kỵ binh số 3, Schele được thuyên chuyển làm Sư đoàn trưởng Sư đoàn số 16, đóng quân tại Trier. Ông chỉ huy sư đoàn này cho đến ngày 16 tháng 2 năm 1903 rồi được bổ nhiệm làm Thống đốc thành Mainz. Vì lý do sức khỏe, vào ngày 1 tháng 5 năm 1904, ông xuất ngũ (zur Disposition, không phục vụ tại ngũ nữa nhưng sẽ được triệu hồi khi có chiến tranh). Đồng thời, vì những thành tích của ông, vua Wilhelm II trao tặng cho ông Huân chương Đại bàng Đỏ hạng I đính kèm Bó sồi, Thanh gươm và Vương miện hoàng gia, đồng thời bổ nhiệm ông làm Viện trưởng Viện Phế binh Berlin. Chẳng mấy lâu sau, Schele từ tần vào ngày 20 tháng 7 năm 1904 do bệnh tình trầm trọng, và được mai táng ở nghĩa trang Invalidenfriedhof tại Berlin.
Vào ngày 1 tháng 11 năm 1879, Schele thành hôn với Emma, nhũ danh Freiin von Hammerstein-Equord (1855 – 1918). Cuộc hôn nhân đã mang lại cho họ một số người con.